# وادي بن هشبل
وادي بن هشبل؛ أحد مراكز محافظة خميس مشيط في منطقة عسير في المملكة العربية السعودية، كان يُسمى قبل عام 1405 وادي شهران وتم تغيير المسمى إلى وادي بن هشبل نسبة إلى شيخ قبيلة بني بجاد شهران ويبعد عن مدينة خميس مشيط 45 كيلو مترا، وعن مدينة أبها 70 كيلو مترا.
وكان يسكن وادي بن هشبل قبائل بنو قحافة شهران و كانو يحكمونها منذ زمن قديم إلى ان اتى الفتح السعودي و اصبح يقطنها كل من بنو قحافة شهران و بنو بجاد شهران 

## السكان
يقطنها 18555 نسمة.

## المناخ
يمتاز الوادي بجوه البارد في فصل الشتاء، والمعتدل صيفا وتهطل عليه الأمطار، حيث إن معدل سقوط الأمطار 400 ملم في السنة.

## السياحة
يوجد هناك عدة متنزهات ومنها:
- متنزه الطريف ويبعد عن مركز الوادي قرابة 5 كيلومترات غرب الوادي.
- متنزه ظرافه ويبعد عن مركز الوادي قرابة 10 كيلو مترات غرب الوادي.
- متنزه الثرمانه بقرية شفان ويبعد عن مركز الوادي قرابة 18 كيلو مترا شمال الوادي.
- منتجع وادي ابن هشبل يبعد قرابة ٥ كيلومتر شرقاً